# Hloh
Hloh (Crataegus) je početný rod trnitých keřů a stromů z čeledi růžovité, které rostou v mírném pásmu celé severní polokoule. Květy jsou pětičetné, bílé, růžové nebo červené, plody jsou malvice nazývané hložinky. Patří k systematicky obtížným, kritickým taxonům rostlin. Rodový název je odvozen z řeckého krataiós, což znamená „silný“, „pevný“ a vztahuje se k jejich dřevu. Hlohy mají význam jako okrasné a medonosné rostliny, plody některých se konzumují jako ovoce.
Na základě fylogenetických molekulárních studií je do rodu Crataegus nově zařazován i rod mišpule (Mespilus).

## Popis

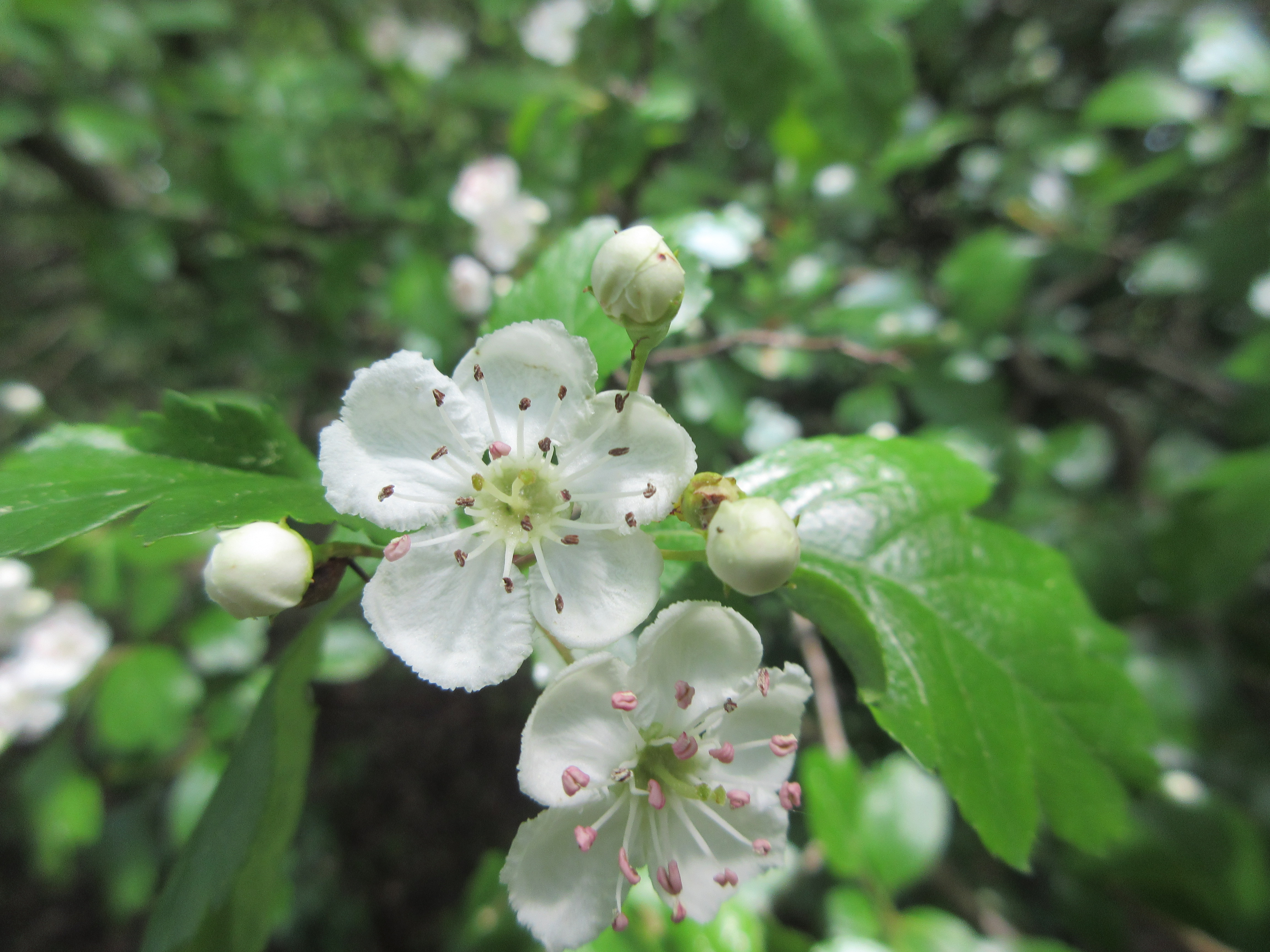
Květy hlohu obecného

Hlohy jsou keře až malé stromy dorůstající zpravidla výšky 3–12 m. Jsou pomalu rostoucí, dlouhověké. Na větvičkách jsou často trny dlouhé 1–6 (zřídka až 10) cm, brachyblasty jsou na vrcholu také často kolcovité. Listy jsou jednoduché, střídavé a většinou na zimu opadávají, řidčeji v teplejších krajích přetrvávají i přes zimu. Čepele jsou nečleněné nebo členěné, někdy až hluboce peřenosečné, na okraji pilovité až vroubkované, dle druhu lysé či hustě vlnatě chlupaté. Palisty jsou kopinaté až poloměsíčité. Kořeny jsou hluboko sahající a široce rozvětvené, s arbuskulární mykorhizou.
Květy jsou oboupohlavné, pětičetné, většinou nepříjemně zapáchající po trimetylaminu. Stojí jednotlivě nebo jsou uspořádány do chocholičnatých květenství. Kalich je přirostlý k češuli. Korunní lístky jsou nejčastěji bílé, řidčeji krémové nebo světle až sytě růžové (často u pěstovaných). Tyčinek je nejčastěji 10–20. Semeník je spodní, čnělek může být 1–5. Květy jsou opylovány hmyzem, plodem je malvice, která může být červená, fialová, oranžová nebo černá, dužnatá a šťavnatá, nebo naopak moučnatá, tvrdá a suchá. Uvnitř je 1–5 peciček se silně sklerifikovanou stěnou.

## Rozšíření a ekologie

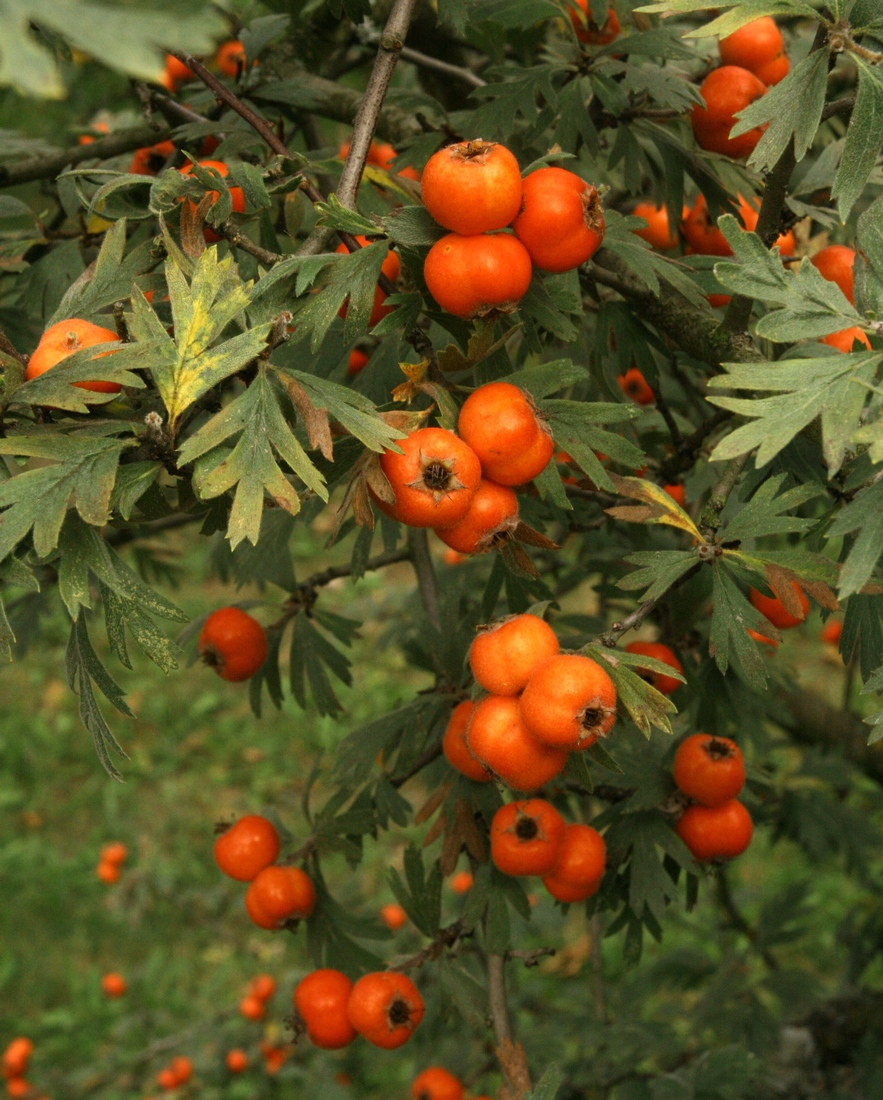
Hloh vratičolistý

Hlohy jsou rozšířeny v mírném pásu Evropy, Asie a Severní Ameriky, na jihu zasahují po Středomoří, Arabský poloostrov, Střední Ameriku a jižní Čínu. Obvykle rostou v křovinách, ve světlých lesích a jejich pláštích nebo na lesních světlinách a pasekách, v lesostepích, na skalnatých stráních, pastvinách, zarůstajících úhorech, na mezích, podél vodních toků či cest.
Patří k významným medonosným rostlinám, včelám poskytují množství nektaru i dobře výživného pylu. Plody s oblibou konzumují ptáci, kterým husté trnité keře poskytují též dobré příležitosti k hnízdění. Hlohy jsou živnými rostlinami i pro značné množství motýlů (v ČR například otakárka ovocného či kriticky ohroženého bourovce trnkového) a dalšího hmyzu.

## Systematika

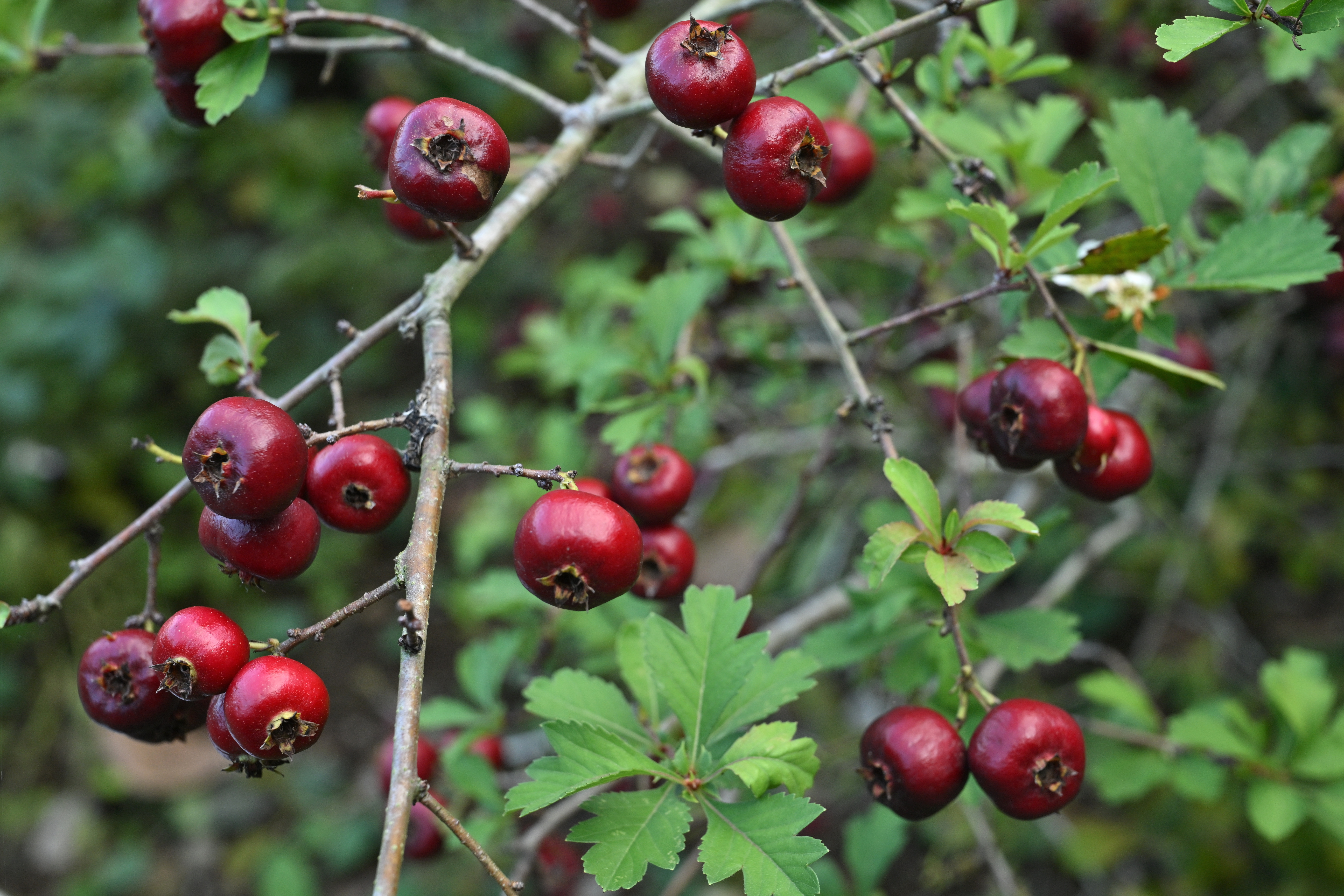
Hloh klínovitý (Crataegus cuneata)

Jedná se o taxonomicky obtížný rod. Příčinou potíží je masivní hybridizace, která probíhá i zpětně mezi kříženci a rodičovskými druhy, čímž vznikají nepřehledné a těžko určovatelné hybridní roje. U amerických druhů se vyskytuje i apomixie. Počet druhů po celém světě je udáván různě, např. Flóra Severní Ameriky udává po celém světě asi 230 druhů, flóra Číny nejméně 1000. Rod patří v rámci čeledi růžovitých do podčeledi Amygdaloideae (dříve Spiraeoideae) a tribu Maleae. Nejbližšími příbuznými rody jsou patrně skalník (Cotoneaster), hlohyně (Pyracantha), blýskalka (Photinia) a jeřáb (Sorbus); s některými z nich (ale též např. s hrušní či mišpulí) vytváří i mezirodové křížence.

### Taxonomický přehled rodu
- sekce Mespilus: jediný druh Crataegus germanica řazený dříve do rodu mišpule; původní na Kavkaze a Blízkém východě, často pěstován
- sekce Brevispinae: jediný druh Crataegus brachyacantha; jih a jihovýchod USA[12]
- sekce Hupehenses: jediný druh Crataegus hupehensis; Čína
- sekce Cuneatae: jediný druh Crataegus cuneata; Japonsko, Čína
- sekce Crataegus: početná sekce zahrnující většinu evropských druhů (včetně všech druhů původních v Česku); dále rozšířena v severní Africe a v několika druzích též na severoamerickém kontinentu[13]
- sekce Sanguineae: východní Asie a jižní Sibiř, disjunktní výskyt má hloh černý (Crataegus nigra) v podunajských pánvích Balkánu; typickým znakem jsou krátké a silné kuželovité trny a tmavé letorosty[14]
- sekce Douglasia: typická tmavě purpurovými až černými plody, původní na západě a středozápadě Severní Ameriky[15]
- sekce Coccineae: nejpočetnější sekce rodu; převážně východní část Severní Ameriky a Mexiko; jako okrasné dřeviny introdukovány i na jiné kontinenty[16]
- sekce Macracanthae: východ Severní Ameriky, geneticky patrně součástí předchozí sekce[17]

## Zástupci

### Hlohy v Česku
V České republice je dnes uznáváno asi 9 původních druhů, včetně druhů hybridního původu. Důležitým znakem je počet čnělek, resp. počet peciček v malvicích. Hloh obecný má dvě, zatímco ostatní základní druhy (v rámci ČR) pouze jednu. Druhy hybridního původu, do kterých byl zapleten hloh obecný, pak mají na jednom keři (stromu) květy s jednou i dvěma čnělkami, resp. plody s jednou i dvěma pecičkami.

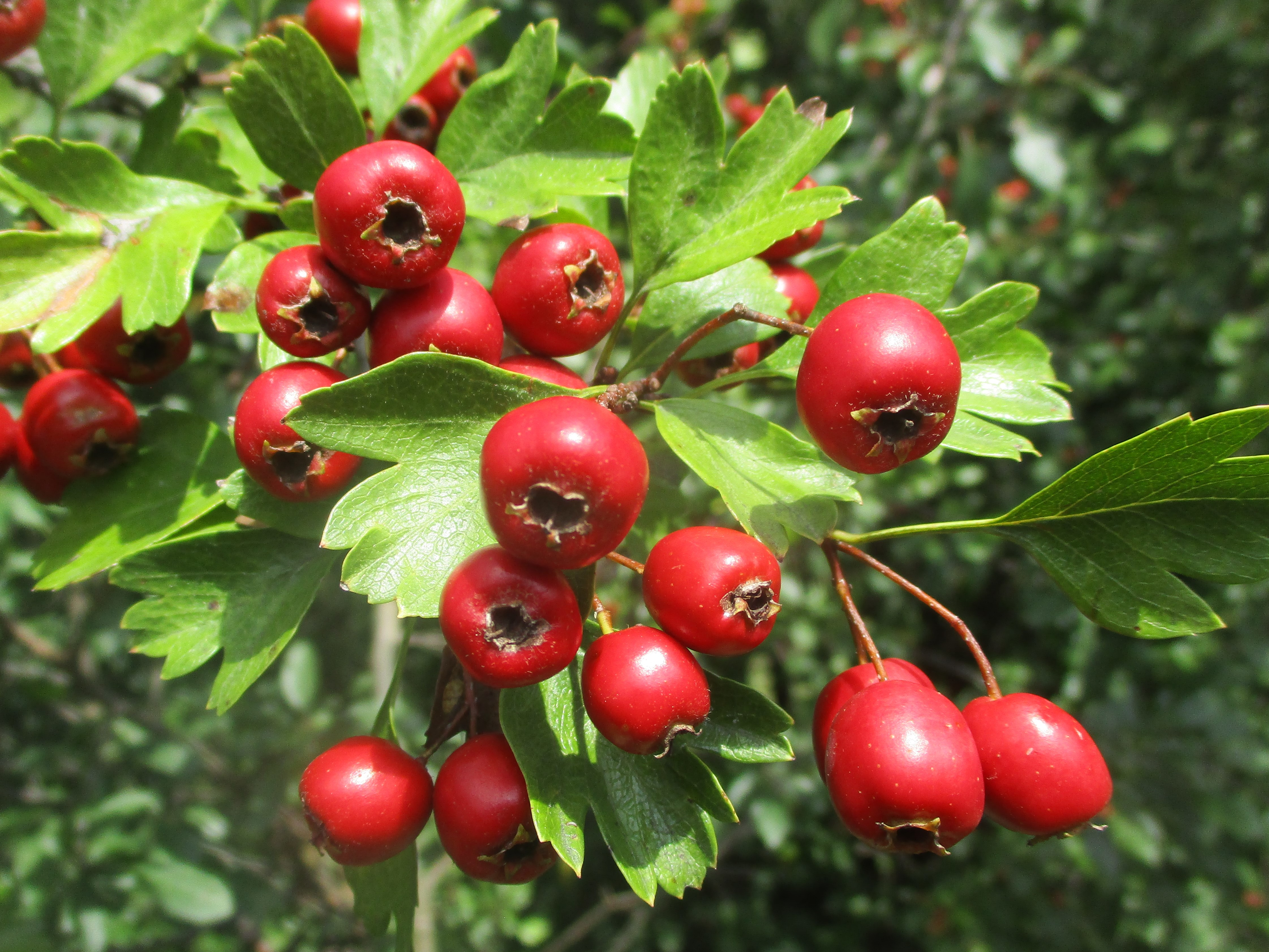
Hloh jednosemenný

- hloh obecný (Crataegus laevigata): 2 čnělky
- hloh jednosemenný (Crataegus monogyna): 1 čnělka
- hloh křivokališný (Crataegus rhipidophylla): 1 čnělka
- hloh Lindmanův (Crataegus lindmanii): 1 čnělka
- hloh tuholistý (Crataegus ×subsphaericea = Crataegus monogyna × C. rhipidophylla): 1 čnělka
- hloh prostřední (Crataegus ×media = Crataegus laevigata × C. monogyna): 1 i 2 čnělky
- hloh velkoplodý (Crataegus ×macrocarpa = Crataegus laevigata × C. rhipidophylla): 1 i 2 čnělky
- hloh kališný (Crataegus ×calycina = Crataegus laevigata × C. lindmanii): 1 i 2 čnělky
- Crataegus × domicensis (= Crataegus lindmanii × C. monogyna): 1 čnělka

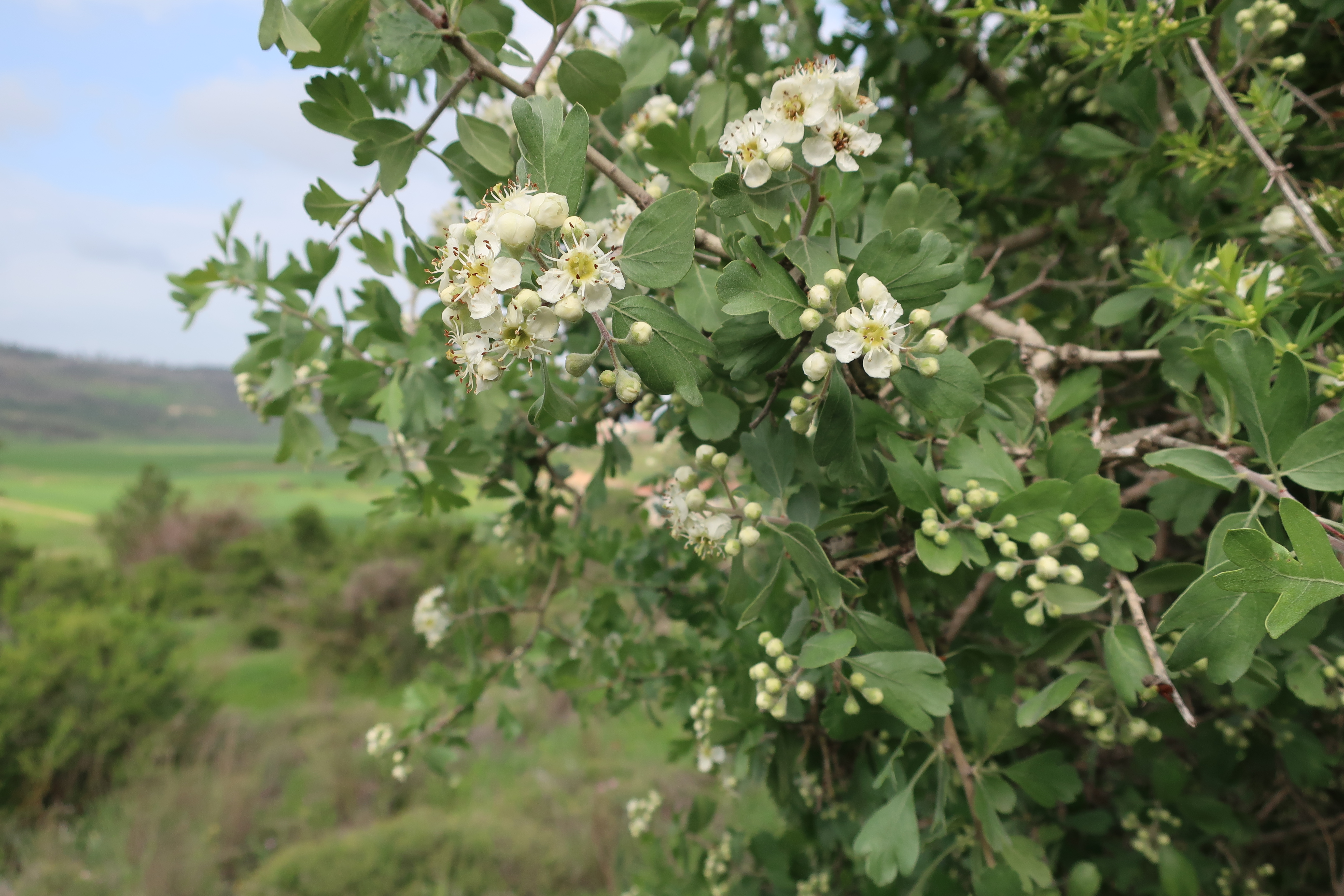
Hloh středozemní (Crataegus azarolus) v Izraeli

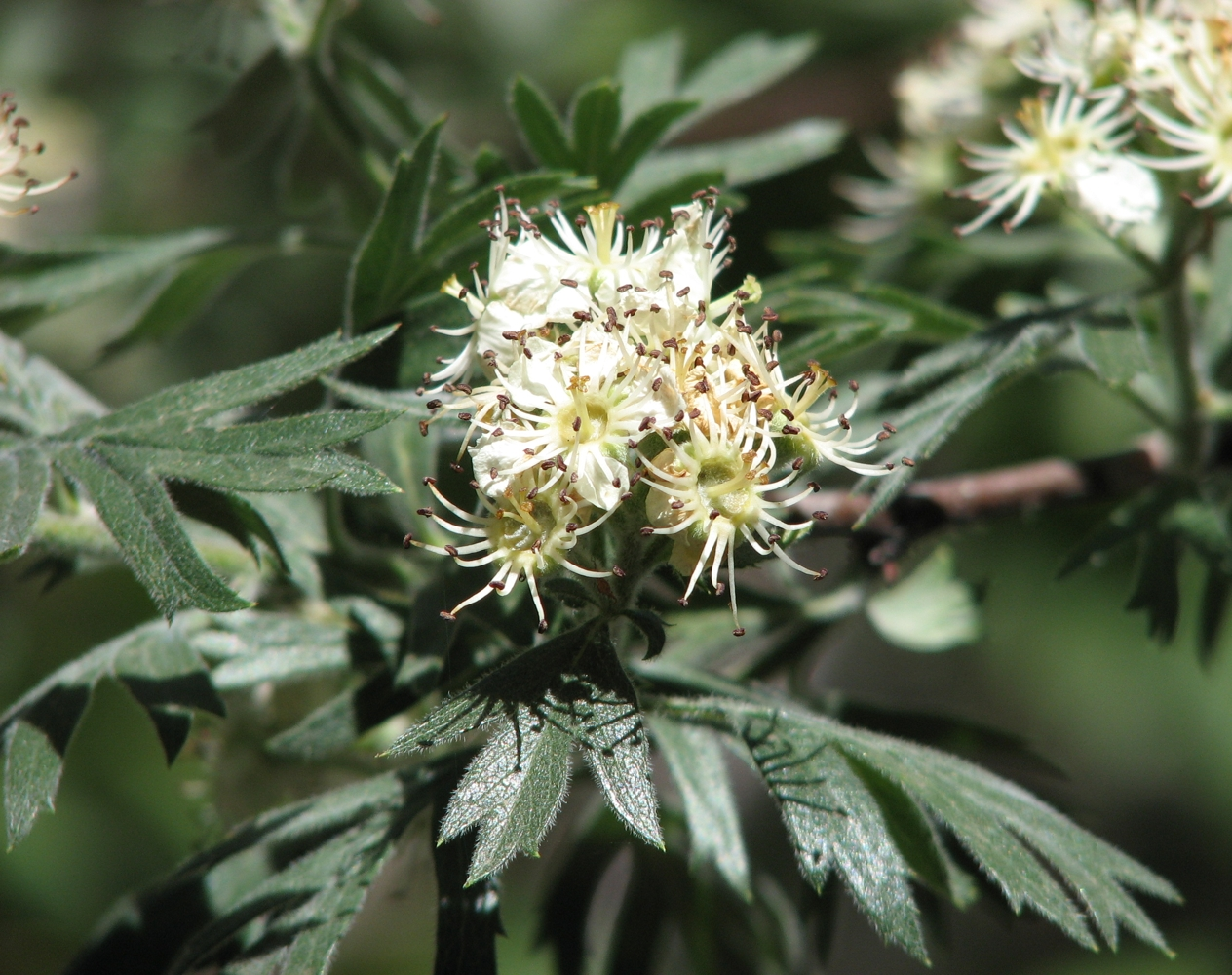
Hloh východní

### Další eurasijské hlohy
- hloh černý (Crataegus nigra) – Maďarsko, Balkán
- hloh dahurský (Crataegus dahurica) – Sibiř, Mongolsko, Čína
- hloh drobnolistý (Crataegus microphylla) – jihovýchodní a východní Evropa, Přední Asie, Kavkaz
- hloh klínovitý (Crataegus cuneata) – Čína
- hloh krvavý (Crataegus sanguinea) – evropské Rusko, temperátní Asie, Sibiř
- hloh Maximovičův (Crataegus maximowiczii) – východní Asie
- hloh peřenoklaný (Crataegus pinnatifida) – Dálný východ, Korea, východní Čína
- hloh pětisemenný (Crataegus pentagyna) – Balkán, Přední Asie, Kavkaz
- hloh středozemský (Crataegus azarolus) – Středomoří, Přední Asie, Kavkaz
- hloh vratičolistý (Crataegus tanacetifolia) – endemit Turecka
- hloh východní (Crataegus orientalis) – Balkán, Krym, Kavkaz, Malá Asie, Írán
- hloh zelenomasý (Crataegus chlorosarca) – Kamčatka, Sachalin, Japonsko; černé plody

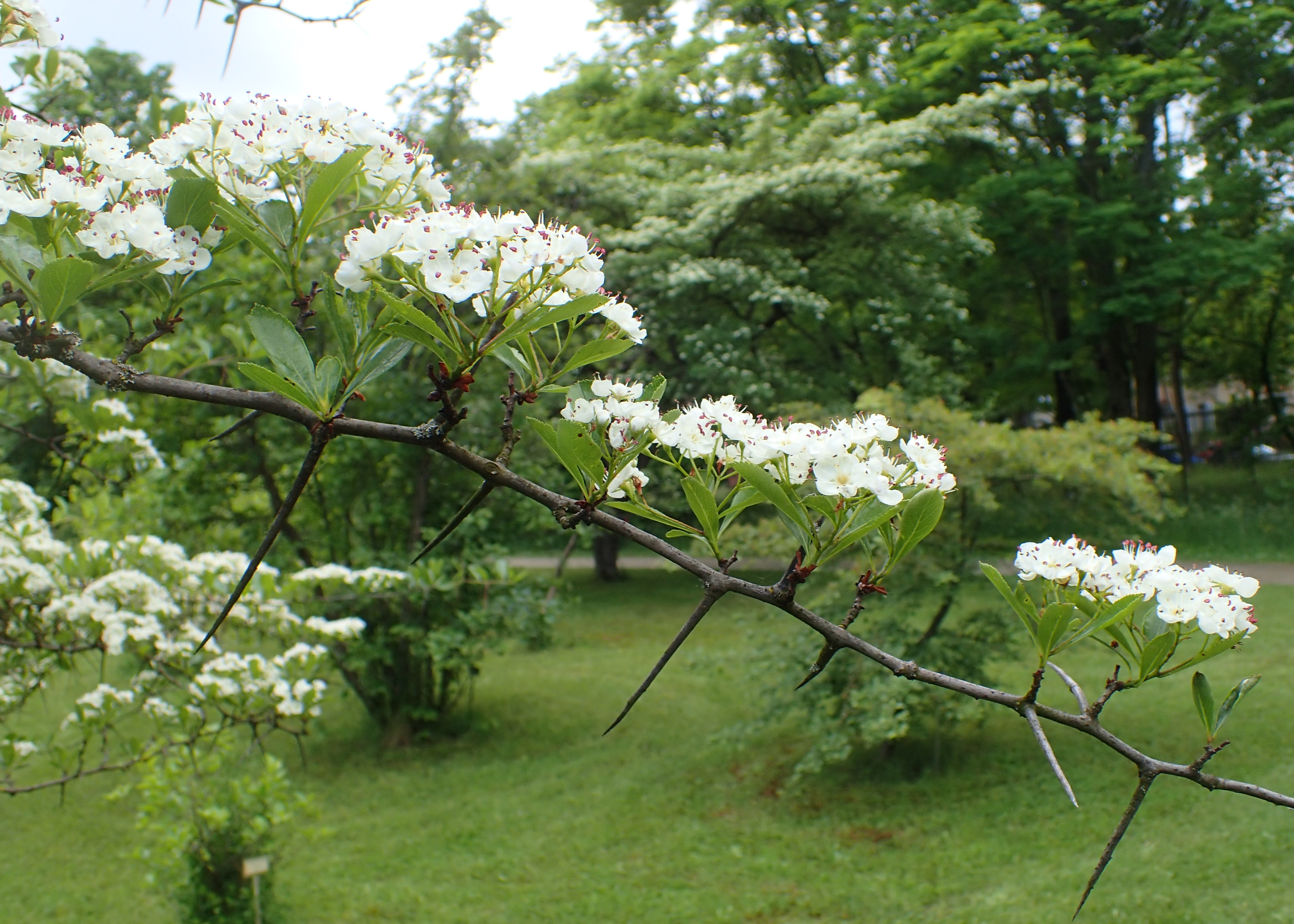
Hloh ostruhatý s nápadnými dlouhými trny

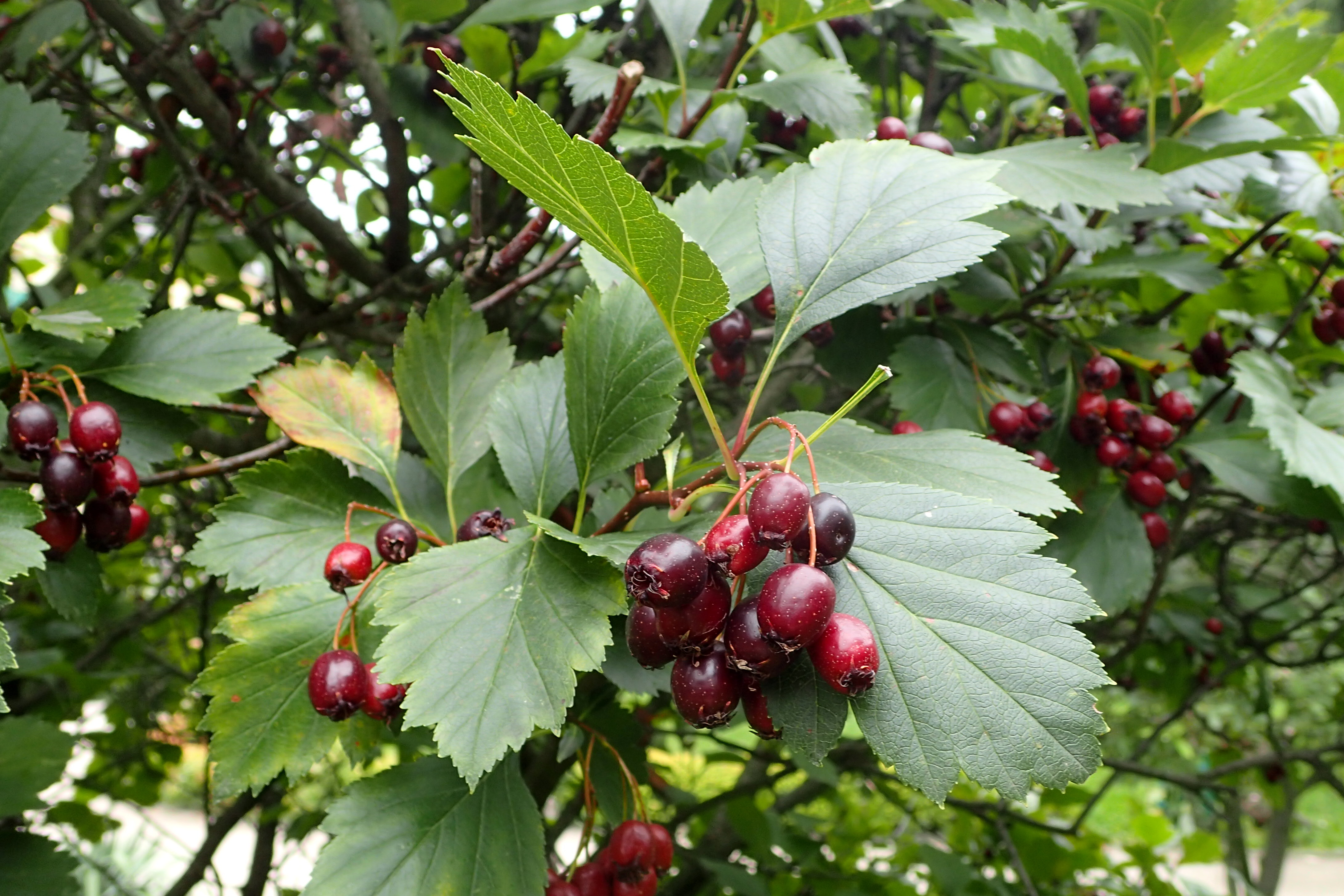
Hloh Douglasův

### Severoamerické hlohy
- hloh břekolistý (Crataegus pedicellata, resp. C. coccinea var. coccinea) – východní Kanada, severovýchod USA
- hloh Douglasův (Crataegus douglasii) – pacifická Amerika od Aljašky po Kalifornii, centrální Kanada
- hloh měkký (Crataegus mollis) – střed kontinentu
- hloh mexický (Crataegus mexicana) – Mexiko, Střední Amerika
- hloh okrouhlolistý (Crataegus chrysocarpa) – Kanada, sever USA
- hloh ostruhatý (též hloh kuří nožka, Crataegus crus-galli) – východ a střed kontinentu od Labradoru po Mexiko
- hloh popletený (Crataegus intricata) – středovýchod kontinentu
- hloh slivoňolistý (Crataegus persimilis) – východní Kanada, severovýchod USA
- hloh šarlatový (Crataegus coccinea) – východní Kanada, severovýchod USA
- hloh tečkovaný (Crataegus punctata) – severovýchod kontinentu
- hloh vějířový (Crataegus flabellata) – východní Kanada, Nová Anglie
- hloh vrbovitý (Crataegus saligna) – Utah, Colorado
- hloh zelený (Crataegus viridis) – jihovýchod USA

## Použití

### Léčitelství a gastronomie

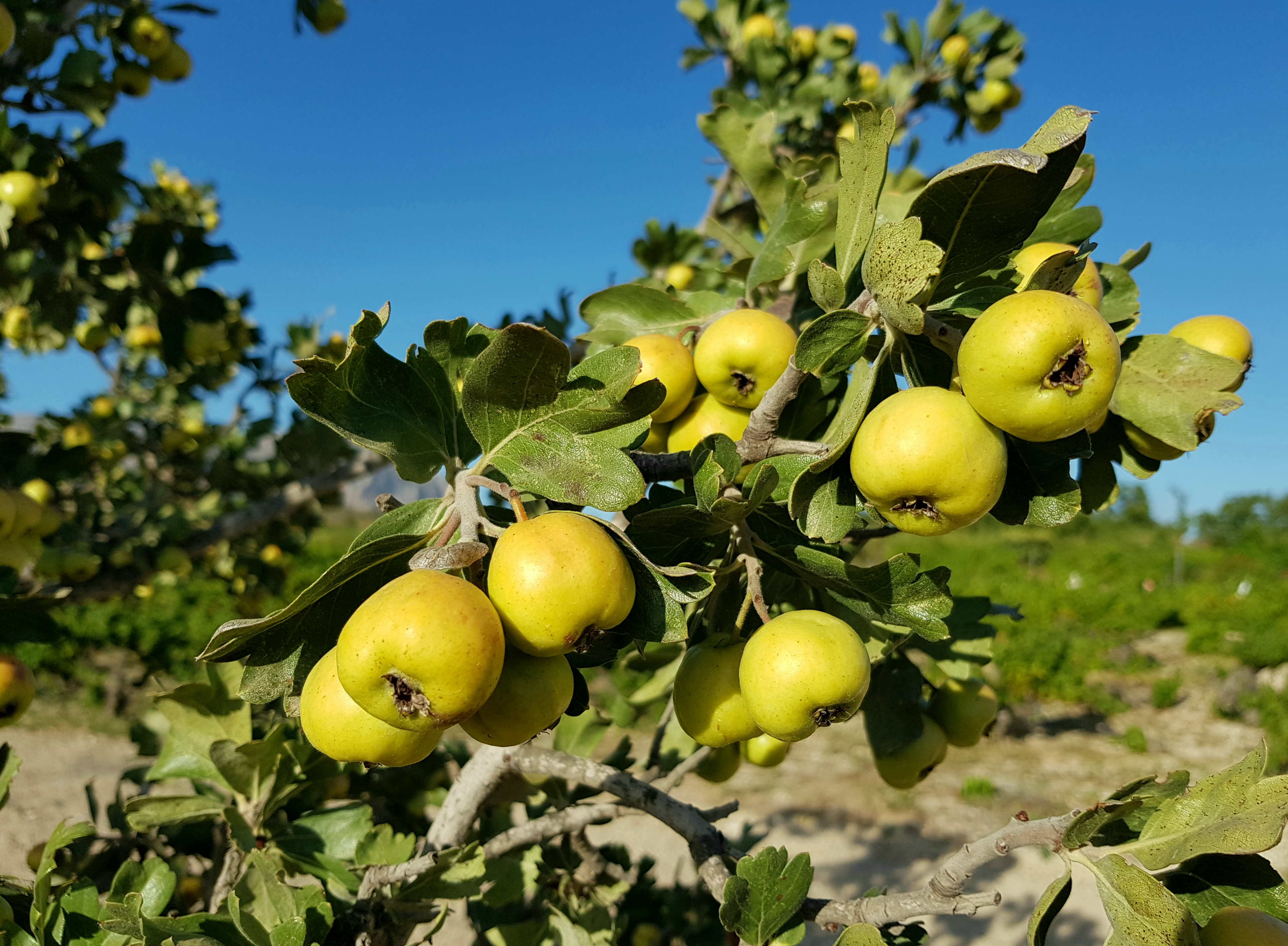
Plody hlohu středozemního patří ve Středomoří k oblíbenému ovoci

Hlohy patří mezi léčivé rostliny. Z planě rostoucích druhů (k léčení lze použít všechny druhy vyskytující se v ČR) se sbírají květy (Flos crataegi), listy (Folium crataegi) anebo méně často i plody (Fructus crataegi). Z pěstovaných okrasných hlohů s růžovými a červenými květy se droga nesbírá.

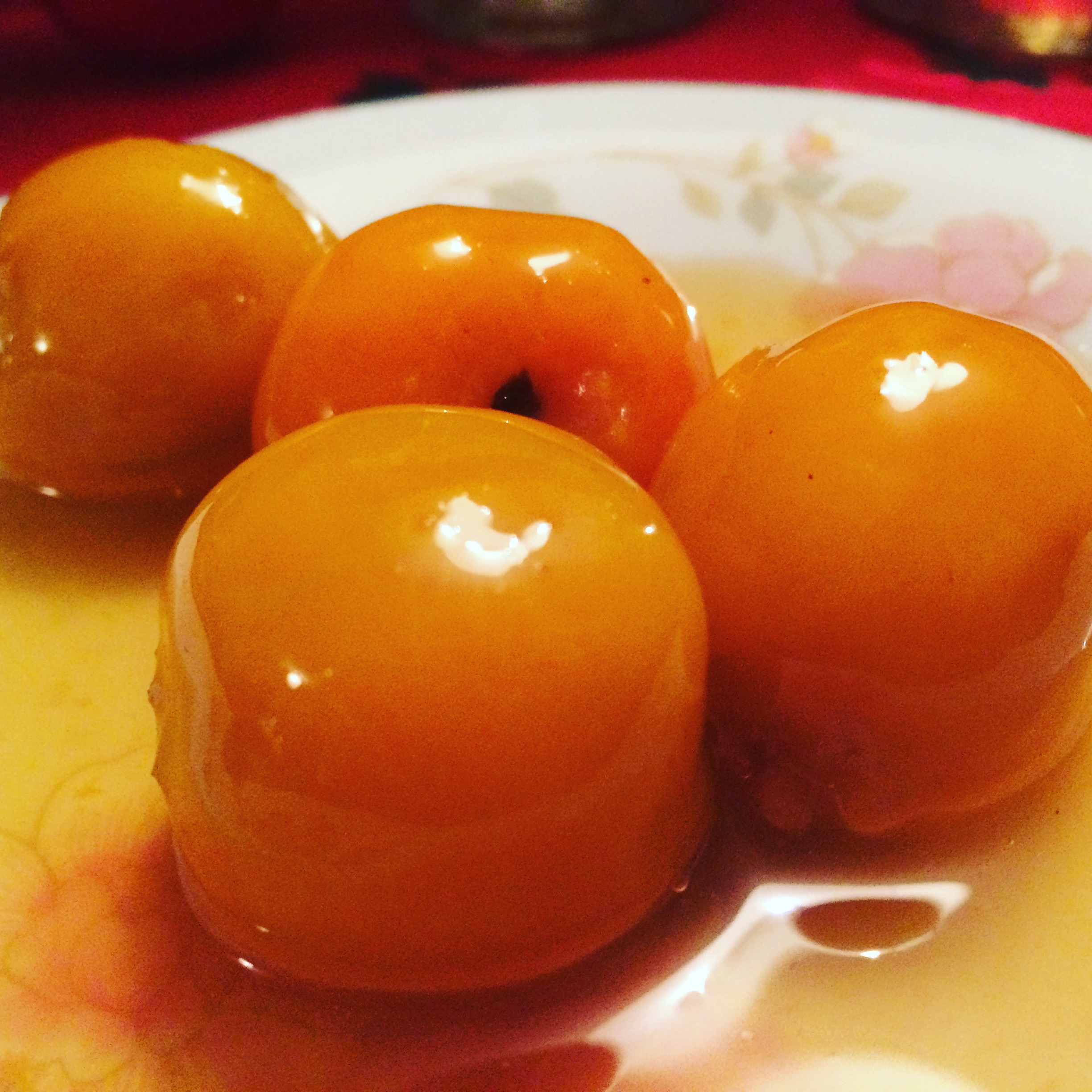
Plody hlohu mexického (španělsky tejocote) ve sladkém nálevu

Hlavními obsahovými látkami hlohových drog jsou flavonoidy a triterpenické kyseliny. Dále jsou obsaženy aminopuriny regulující krevní oběh, třísloviny, saponiny, v plodech také karoteny, sacharidy a vitamíny C a B. Hlohové drogy se používají hlavně v léčivech ke snížení krevního tlaku a majících uklidňující účinek na nervovou soustavu. V lidovém léčitelství se hloh používá proti ateroskleróze, vysokému krevnímu tlaku, nespavosti, předrážděnosti, bušení srdce, arytmiím, srdeční neuróze, klimakterickým potížím, migrénám apod. Příznivě působí zejména při dlouhodobém užívání svým tonizujícím účinkem při srdeční vadě či slabosti u starších lidí.
Plody některých druhů (například hlohu středozemního, východního nebo mexického a dalších amerických) jsou dužnaté, šťavnaté a příjemné chuti a jsou proto sbírány jako ovoce; konzumovány jsou čerstvé, nebo jsou sušeny, zavařovány, nakládány nebo zpracovávány na rozvářky, marmelády, sirupy, likéry a podobně.  

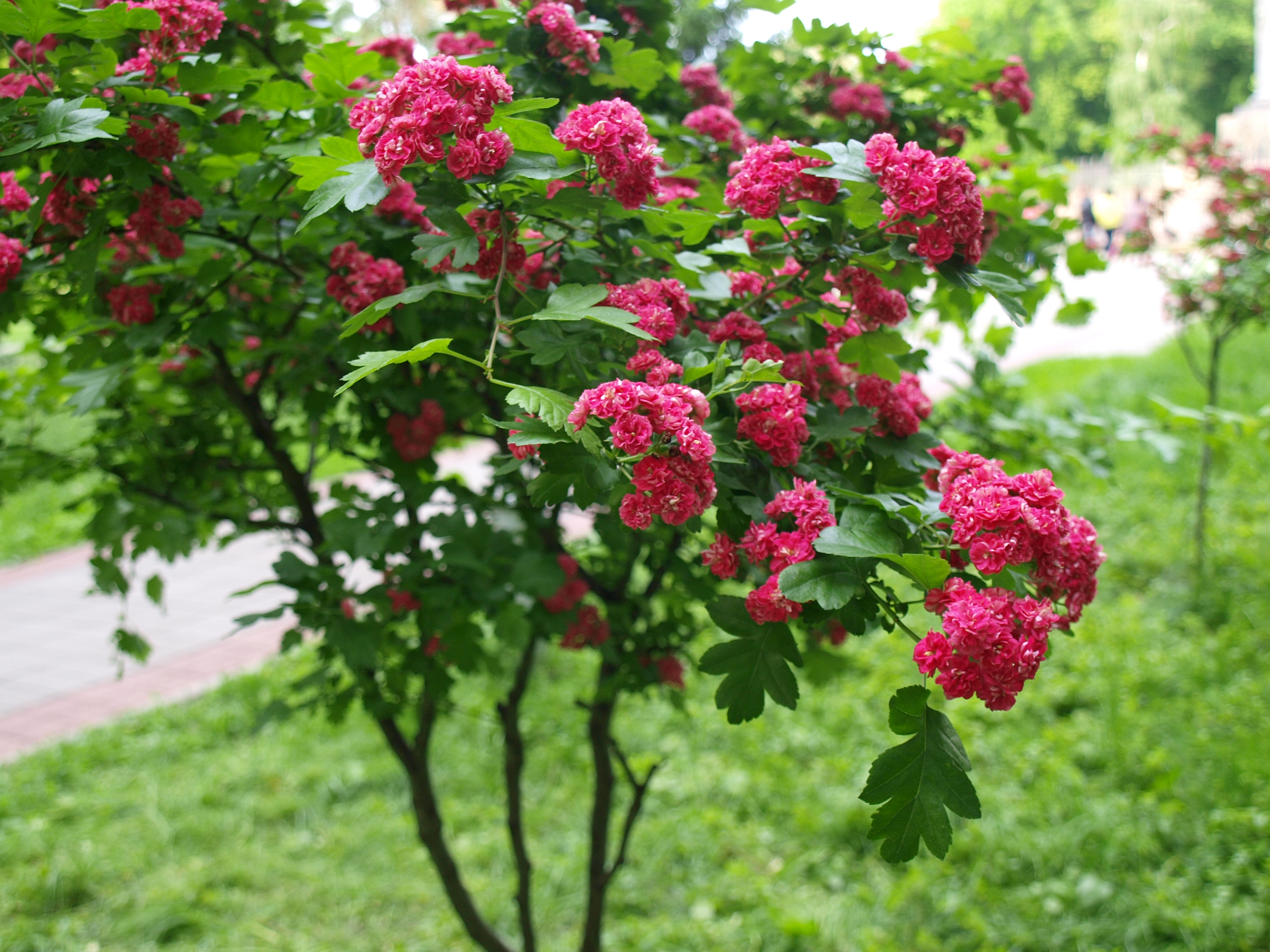
Hloh prostřední, plnokvětý růžový kultivar

### Okrasné pěstování
Hlohy bývají pěstovány jako okrasné rostliny. Kromě původních evropských se často pěstují i severoamerické hlohy, jako je např. hloh slivoňolistý (Crataegus persimilis), hloh břekolistý (Crataegus pedicellata), hloh šarlatový (Crataegus coccinea), hloh měkký (Crataegus mollis) a další. Okrasné je olistění (u některých druhů též podzimní), trny, barevné kvetení a plody, které mnohdy vytrvávají i přes zimu. Vhodné jsou do kulisových výsadeb a kompozic, některé tvarově vyhraněné typy též jako solitéry. Pro nepříjemný zápach květů se nevysazují v blízkosti odpočívadel a obytných budov. Bývají náchylné k různým chorobám, jako jsou padlí, rzi nebo nebezpečná bakteriální spála růžovitých. Hodí se na tvorbu bonsají.

### Ostatní
Dřevo hlohu je velmi tvrdé, tuhé a houževnaté. Běl má světlou, krémově bílou až narůžovělou barvu a u některých druhů též pěknou jemnou kresbu, jádro je tmavší. Velmi dobře se soustruží a leští. Sloužilo k výrobě topůrek, násad na lopaty a motyky, oblíbené je v řezbářství.